# Pietro Maroso
Pietro Maroso detto Peo (Torino, 16 giugno 1934 – Varese, 16 settembre 2012) è stato un allenatore di calcio, calciatore e dirigente sportivo italiano, di ruolo terzino.
Fratello di Virgilio Maroso, anch'egli terzino nel Grande Torino, e cugino del terzino svizzero Severino Minelli, è stato presidente onorario della società calcistica del Varese.

## Carriera

### Giocatore
Fratello minore di Virgilio Maroso, calciatore del Grande Torino morto nel 1949 a Superga, inizia a giocare nelle giovanili del Torino, abbandonando l'attività a 18 anni per un problema cardiaco; successivamente iniziò a lavorare in fabbrica alla FIAT, per poi riprendere a giocare a 21 anni nei dilettanti del Madonna di Campagna; passa in seguito alla Fossanese, con cui gioca per due stagioni in Interregionale.
Passa poi all'Ivrea nel 1959 dove in cinque anni colleziona 133 presenze e un gol. Nel 1963 passa al Varese dove disputa sei campionati (4 in Serie A e 2 in Serie B) e ottenendo due promozioni in massima serie (annate 1963-1964 e 1966-1967).
In carriera ha totalizzato complessivamente 93 presenze in Serie A, con all'attivo una rete in occasione della sconfitta esterna contro il Milan del 14 novembre 1965, e 76 presenze in Serie B.

### Allenatore
Iniziò ad allenare a Varese, due anni dopo il ritiro dal calcio giocato, aggiudicandosi il campionato di Serie B 1973-1974 e guidando i lombardi nell'ultima stagione finora disputata in massima serie (stagione 1974-1975). Rimase in biancorosso fino al 1978.
La stagione successiva, allenò in serie B la Sambenedettese, squadra che contava tra molti giovani Stefano Tacconi, futuro portiere della Juventus e della nazionale, e Antonio Sabato, poi Inter, Torino e Lecce, ma non terminò la stagione e fu sostituito da Marino Bergamasco.
Dopo alcune stagioni in Serie C alla guida di Legnano e Novara, fu chiamato di nuovo a Varese prima nel 1986 e poi nel 1988 dalla nuova presidenza Orrigoni che, con le famiglie Milanese e Binda, mise le basi per il rilancio del calcio nella cittadina prealpina. Ottenne immediatamente una promozione che portò la squadra biancorossa in Serie C1 dopo quattro anni.
L'anno successivo, con la perdita dei due bomber Alessandro Tatti e Luigi Zerbio, sostituiti dal varesino Mosele, proveniente dalla SPAL, e da Marco Bolis, la squadra retrocesse per un solo punto dal ChievoVerona, ma Pietro "Peo" Maroso, che ad inizio stagione chiese di non essere riconfermato, sin dalla fine del girone d'andata non sedeva più sulla panchina biancorossa.

### Morte
Malato da meno di un anno, è morto a Varese nel 2012 all'età di 78 anni. Era presidente onorario del club dal 2008, per garantire la continuità tra la gestione di Riccardo Sogliano e quella di Antonio Rosati. A lui è stata intitolata la Curva Nord dello Stadio Franco Ossola.

## Palmarès

### Calciatore
- Campionato italiano di Serie B: 1

Varese: 1963-1964
- Serie D: 1

Ivrea: 1960-1961

### Allenatore
- Campionato italiano di Serie B: 1

Varese: 1973-1974
- Serie C2: 2

Legnano: 1982-1983
Varese: 1989-1990